# Gan Le'ummi Ya‘ar Ẕippori
Gan Le'ummi Ya‘ar Ẕippori (hebreiska: גן לאמי יער צפורי) är en nationalpark i Israel Den ligger i distriktet Norra distriktet, i den norra delen av landet.